# Sheila Edmonds
Sheila Edmonds   (Kingston, 1 d'abril de 1916 - Cambridge, 2 de setembre de 2002) va ser una matemàtica anglesa.

## Vida i Obra
Edmonds va fer els estydis secundartis a la Wimbledon High School fins al 1935 i va estudiar matemàtiques al Newnham College de la universitat de Cambridge entre 1935 i 1938 però no va obtenir un títol complet de Cambridge, perquè les dones no van ser acceptades fins al 1947. Després dels seus estudis de grau, Edmonds va treballar com a estudiant d'investigació sota la supervisió de G. H. Hardy. Mentre realitzava aquesta investigació, va passar un any al Westfield College de Londres i un altre a la universitat de París. Va completar la seva tesi doctoral l'any 1944.
Al llarg de la seva carrera acadèmica, Edmonds va ocupar els càrrecs de professora ajudant, professora titular i directora d'estudis al Newnham College, del qual va ser vice-presidenta des de 1960 fins que es va retirar el 1981.